# День незалежності Ісландії
День незалежності Ісландії — щорічне національне свято в Ісландії присвячене незалежності Ісландії від Данії 17 червня 1944 року. Святкують це свято 1 грудня. День святкування збігається з днем народження Йоуна Сигурдссона — лідера руху за незалежність Ісландії.

## Святкування
В національне свято по всій Ісландії проводяться паради. Часто жінка вдягнена в Ісландський костюм читає вірші або мову в яких представляє дух і природу.
| Прапор Ісландії | Це незавершена стаття про Ісландію. Ви можете допомогти проєкту, виправивши або дописавши її. |